# Ciputri (Pacet)
Ciputri is een bestuurslaag in het regentschap Cianjur van de provincie West-Java, Indonesië. Ciputri telt 10.725 inwoners (volkstelling 2010).